# Borrelho-mongol
Borrelho-mongol ou borrelho-pequeno-de-colar-ruivo (Anarhynchus mongolus) é uma ave limícola da ordem dos caradriformes. A plumagem de Verão, com tons alaranjados, permite distingui-lo facilmente dos outros borrelhos europeus.
Esta espécie distribui-se pela Ásia Central (Quirguízia, Tibete, Mongólia e Sibéria) e é muito rara na Europa.